# Батурино (Бурятия)
Бату́рино — село в Прибайкальском районе Бурятии. Входит в сельское поселение «Нестеровское».

## География
Расположено в 25 км северо-восточнее районного центра, села Турунтаево, в средней части долины реки Итанцы, в полукилометре восточнее её русла. Вдоль восточной окраины села проходит региональная автодорога Р438 «Баргузинский тракт».

## История
Название Батурино происходит, вероятнее всего, от фамилии одной из семей-основателей деревни. Судя по ревизским сказкам XIX века, Батурины действительно были в числе первых жителей этой местности. Так, в 1839 году из 30 семей, проживавших здесь, 7 семейств носили эту фамилию.
Село основано, по всей вероятности, в конце XVII — начале XVIII века. Одно из первых упоминаний села Батурино — в материалах экспедиции Г. Ф. Миллера, составленных на немецком языке в 1739 году — «Географическое описание и современное состояние Нерчинского уезда Иркутской провинции в Сибири».
В 1713—1736 годах в селе была построена Сретенская церковь. 1 февраля 1811 года «приходские люди» решили перестроить деревянный храм на каменный. Закладка состоялась летом 1813 года. В сентябре 1829 года освятили нижний придел, а в августе 1836 года — верхний.
До революции 1917 года это было большое село, которое являлось центром Батуринской волости. Здесь располагались постоялые дворы, кабаки, жители занимались извозом. В Батуринской слободе, как и в Турунтаевской, жили несколько еврейских семей, которые занимались торговлей. Это были семьи Сагиных, Литвиных, Суздальницких, Тененбаумов. Они снабжали местное население мануфактурой, чаем, солью, сахаром; скупали у местных крестьян излишки сельхозпродукции, а также пушнину у охотников. Еврейские семьи уехали в 1919 году за пределы региона.
В марте 1872 года при местной церкви открылось училище, средства на строительство и содержание которого выделил купец Плюснин — бывший крестьянин села Батурино. В 1872 году училище посещали 15 мальчиков и 3 девочки, из них 5 еврейской национальности.
В состав Батуринского общества входила небольшая деревенька Бурля, в полутора километрах от Батурино, в которой жили 17 семейств — почти сплошь Батурины. У бурлинских и батуринских сельских крестьянских хозяйств были совместные поля и покосы, родственные отношения, сходы и собрания селян проводились совместно. Кроме сельского хозяйства, мужское население в осенне-зимний сезон ходило на охоту в тайгу. Многие имели рыболовные снасти и летом отправлялись на Байкал добывать омуль.
При советской власти Батурино становится центром Батуринского сельского совета. Весной 1931 года началась коллективизация крестьянских хозяйств. Крестьяне села Батурино решили объединиться в сельхозартель. К ним присоединились и крестьяне из Бурли. В 1934 году артель «Пятилетку в три года» объединилась с Нестеровской сельхозартелью имени Блюхера.
В 1935 году исполком сельсовета решил открыть клуб в здании церкви, благодаря чему в советское время здание Батуринской церкви несильно пострадало. В более позднее время оно было взято под охрану государства как памятник истории и культуры. Архитектурные достоинства памятника описал Людвиг Минерт в своей книге «Памятники архитектуры Бурятии», изданной Новосибирским отделением Академии наук в 1983 году.
Одна из первых школ в Прибайкалье также организована в селе Батурино священниками Василием и Иоанном Ержениными в 1843 году. Четырёхклассная школа была в Батурино до начала 1930-х годов, поэтому в селе было много грамотных мужчин и небольшое число грамотных женщин. В советское время была семилетка, а потом и средняя школа, которая была закрыта в начале 1960-х годов.
В селе Батурино в 1920—1950-е годы располагался сельсовет, в 1960-х годах разделённый на Нестеровский и Зырянский. Жители большей частью работали в 1930—1940-е годы в нестеровском колхозе имени Молотова.
После Великой Отечественной войны в Батурине и Бурле существовала ещё полеводческая бригада колхоза. Но с образованием в конце 1940-х годов Итацинского леспромхоза молодёжь стала уходить на это предприятие, а когда открылся Бурлинский лесоучасток, то в Батурино закрыли сельпо, школу, сельсовет перевели в Нестерово. От бывшей деревни Бурля из 17 домов не осталось ничего, появился лесопункт Бурля, который в наши дни переживает также не лучшие дни, поскольку Итацинский леспромхоз прекратил своё существование в начале 1990-х годов. В селе Батурино остались одни пенсионеры.

## Население
| 2002 | 2010 |
| ---- | ---- |
| 24   | ↗45  |

## Известные люди
С 1833 по 1836 года в селе Батурино отбывал ссылку декабрист Иван Шимков, тут он и скончался. Он завещал все оставшееся имущество своей невесте крестьянке Фёкле Батуриной, ухаживавший за больным декабристом. И. Ф. Шимков похоронен в ограде Сретенской церкви. Сохранилась надгробная плита, привезённая, по преданию, из Иркутска княгиней М. Н. Волконской. Текст на плите: «Иванъ Феодоровичъ Шимковъ. Родился 1803 года, скончался 1836 года. Претерпевший до конца той спасенъ будетъ. Отъ Матфея. Глав. X».
В 1980-1990-х годах в селе Батурино жил известный бурятский писатель Ким Балков. Здесь он написал роман «Будда» и повесть «Расстрелянная деревня», издавал в 1991—1993 годах в селе Турунтаево журнал «Собор».
В начале 2000-х годов близ восстановленной владельцами Байкальской лесной компании Сретенской церкви было начато строительство коттеджей в рамках проекта «Сретенское подворье», инвестором которого стала Елена Батурина (супруга бывшего мэра Москвы), однако только что построенное здание сгорело, и инвесторы потеряли интерес к проекту.
В этих местах в 1980-х годах снимались натурные сцены фильмов «Продаётся медвежья шкура» по одноимённому рассказу Валентина Распутина и «Крик тишины» по повести Исая Калашникова «Расследование».

## Религия
Батуринская Сретенская церковь была восстановлена в конце 1990-х годов, с 16 мая 2000 года здесь располагается Сретенский женский монастырь, основанный епископом Читинским и Забайкальским Евстафием (Евдокимовым).